# Metro de Hong Kong
El Metro de Hong Kong (en chino tradicional, 港鐵; en Cantonés Jyutping: Gong2 Tit3; en Mandarín pinyin, Gǎngtiě) o MTR (del inglés, Mass Transit Railway) es el sistema de transporte ferroviario metropolitano, metro, en Hong Kong. En noviembre de 2016 consta de 11 líneas (3 son líneas suburbanas), cuenta con aproximadamente 174,7 km de longitud y 93 estaciones en total. Da servicio a aproximadamente 4,5 millones de personas diariamente. Es administrado por la empresa privada MTR Corporation, que desde diciembre de 2007 controla también la firma Kowloon-Canton Railway Corporation (KCRC).
Es un medio de transporte muy popular en la ciudad. Algunas de las razones para esta popularidad son la eficiencia del servicio y el bajo costo del MTR. Por ejemplo, un taxi desde Tsing Yi, en los nuevos territorios de Hong Kong, hasta la bahía Causeway, en la isla de Hong Kong, cuesta cerca de HK$200, y el mismo viaje en el MTR cuesta HK$14,2 o HK$6,7 con descuentos. En septiembre de 1997 se integró la tarjeta Octopus al sistema, lo que ha hecho más fácil su uso.

## Historia
En 1910 se inició la construcción del tren Kowloon-Canton Railway para unir, como su nombre lo indica, las ciudades de Cantón y Kowloon. En 1911 se abrió el servicio al público de este tren, administrado por la KCRC.
La construcción del verdadero metro de Hong Kong, el MTR, comenzó en 1976. El primer trayecto, la línea Kwun Tong, entre Kwun Tong y Shek Kip Mei, fue abierto el 1 de octubre de 1979. En febrero de 1980 fue ampliado este trayecto por el sur hasta la Estación Central.
En mayo de 1982 se decidió crear una línea nueva, la línea Tsuen Wan, separando a la línea Kwun Tong el trayecto de la Estación Central a Yau Ma Tei y ampliándolo por el noroeste hasta Tsuen Wan.
La Island Line (línea de la isla) se inauguró el 31 de mayo de 1985 entre Admiralty y Chai Wan, en mayo de 1986 se amplió por el oeste a Sheung Wan.
En 1998 se abrieron dos líneas nuevas: el 22 de junio la línea Tung Chung con el trayecto Hong Kong-Tung Chung con seis estaciones (dos estaciones intermedias fueron construidas posteriormente), y el 6 de julio se enlazó el centro de la ciudad con el aeropuerto, por medio de la línea Airport Express. Ambas líneas tienen el mismo recorrido inicial, partiendo de la estación Hong Kong y sólo se bifurcan al final de su recorrido. Lo que no quiere decir que paren en las mismas estaciones.
La línea Kwun Tong sufrió cambios, primero se amplió en agosto de 1989 por el sur a Quarry Bay, en octubre de 2001 se le agregó una estación más (North Point) y en agosto de 2002 se decidió separarla en dos: la línea Kwun Tong propiamente dicha de Yau Ma Tei a Kwun Tong más tres estaciones nuevas hacia el este (Lam Tin, Yau Tong y Tiu King Leng), y crear una línea nueva, la línea Tseung Kwan O, de North Point a Po Lam, compartiendo ambas líneas las estaciones de Yau Tong y Tiu King Leng.
El 1 de agosto de 2005 se abrió el corto trayecto entre Sunny Bay y Disneyland Resort. Finalmente, el 20 de diciembre del mismo año se amplió la línea Airport Express una estación más, hacia la Asia World-Expo.
Varias extensiones se abrieron en los años siguientes: línea Tsueng Kwan O a LOHAS Park en 2009, línea Island a Universidad de Hong Kong y Kennedy Town en 2014 y línea Kwun Tong a Whampoa en 2016. 
Una línea nueva, línea South Island (línea de la Isla Sur) a Ocean Park (Parque Marítimo) y Isla Ap Lei Chau, se abrió en 2016. Desde entonces, cada distrito en Hong Kong tiene línea(s) ferroviaria(s).
Se prevé que el proyecto de línea North Island (línea de la Isla Norte), que conecta línea Tung Chung y línea Tseung Kwan O, finalice en la década de 2020.

### Tren suburbano
Por otra parte, las líneas del tren suburbano de la KCRC tuvieron un desarrollo por separado, hasta la unificación de ambas empresas a finales de 2007.
La línea pionera, y por décadas la única, la Kowloon-Canton Railway, que ya desde 1911 circulaba desde Mong Kok hasta Cantón pasando por Fanling y, que en 1949 con la proclamación de la República Popular de China, se limitó su trayecto hasta la estación fronteriza de Lo Wu. En 1974 se inauguró la estación de Kowloon, actual Hung Hom. Entre 1982 y 1983 la línea fue electrificada y duplicada completamente, agregándosele un par de estaciones nuevas intermedias. En 2004 la línea fue ampliada por el sur hasta la estación East Tsim Sha Tsui, conectándola con la línea Tsuen Wan y se le cambió el nombre por el actual, East Rail Line.
La KCRC abrió, entonces, dos líneas nuevas: la West Rail Line (línea del Occidente) el 20 de diciembre de 2003 y la línea Ma On Shan, exactamente un año después.
Estas tres líneas son controladas desde diciembre de 2007 por la MTR, conformando con las siete iniciales, un sistema de transporte metropolitano único y más eficiente y amplio.
El 15 de agosto de 2007, se abrió una extensión de línea East Rail desde la estación Sheung Shui al noroeste a través de un túnel hasta la estación Lok Ma Chau. Esto proporciona un segundo cruce fronterizo entre Hong Kong y China continental.
Una línea nueva, línea Sha Tin - Central, está en construcción y se proyecta que se abra en 2021. Cuando el proyecto se abre, línea West Rail y línea Ma On Shan se convertirán en una línea, y línea East Rail irá desde los puestos de control a Shenzhen en el norte directamente hasta el CBD en Isla de Hong Kong.

## Líneas
En 2016 el MTR cuenta con aproximadamente 175 km de longitud, 11 líneas y 93 estaciones en total. Las líneas, que no van numeradas sino que llevan el nombre de una de sus estaciones o de su localización, son las siguientes:
| Línea             | Trayecto                          | Inauguración            | Longitud (km) | Estaciones |
| ----------------- | --------------------------------- | ----------------------- | ------------- | ---------- |
| East Rail         | Admiralty – Lo Wu / Lok Ma Chau   | 1 de octubre de 1911    | 47,5          | 16         |
| Kwun Tong         | Whampoa – Tiu Keng Leng           | 1 de octubre de 1979    | 17,4          | 17         |
| Tsuen Wan         | Central – Tsuen Wan               | 17 de mayo de 1982      | 16            | 16         |
| Island            | Kennedy Town – Chai Wan           | 31 de mayo de 1985      | 16,3          | 17         |
| Tung Chung        | Hong Kong – Tung Chung            | 21 de junio de 1998     | 31,1          | 8          |
| Airport Express   | Hong Kong – Asia World-Expo       | 6 de julio de 1998      | 35,3          | 5          |
| Tseung Kwan O     | North Point – Po Lam / LOHAS Park | 18 de agosto de 2002    | 12,3          | 8          |
| Tuen Ma           | Tuen Mun – Wu Kai Sha             | 21 de diciembre de 2004 | 56,2          | 27         |
| Disneyland Resort | Sunny Bay – Disneyland Resort     | 1 de agosto de 2005     | 3,3           | 2          |
| South Island      | Admiralty – South Horizons        | 28 de diciembre de 2016 | 7,4           | 5          |